# ترشی تخم‌مرغ

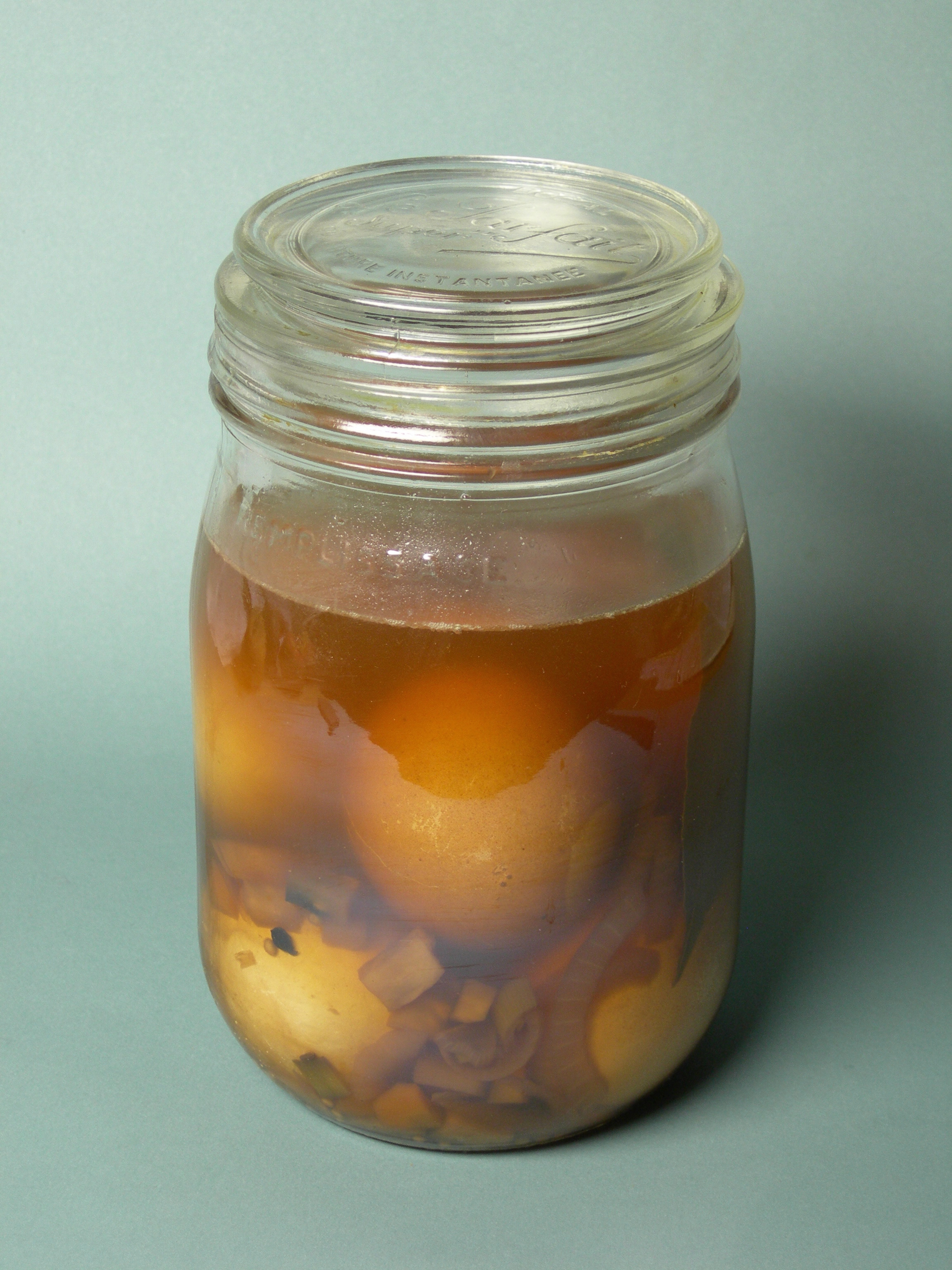
ترشی تخم‌مرغ، خوابانده‌شده در آب نمک و ادویه

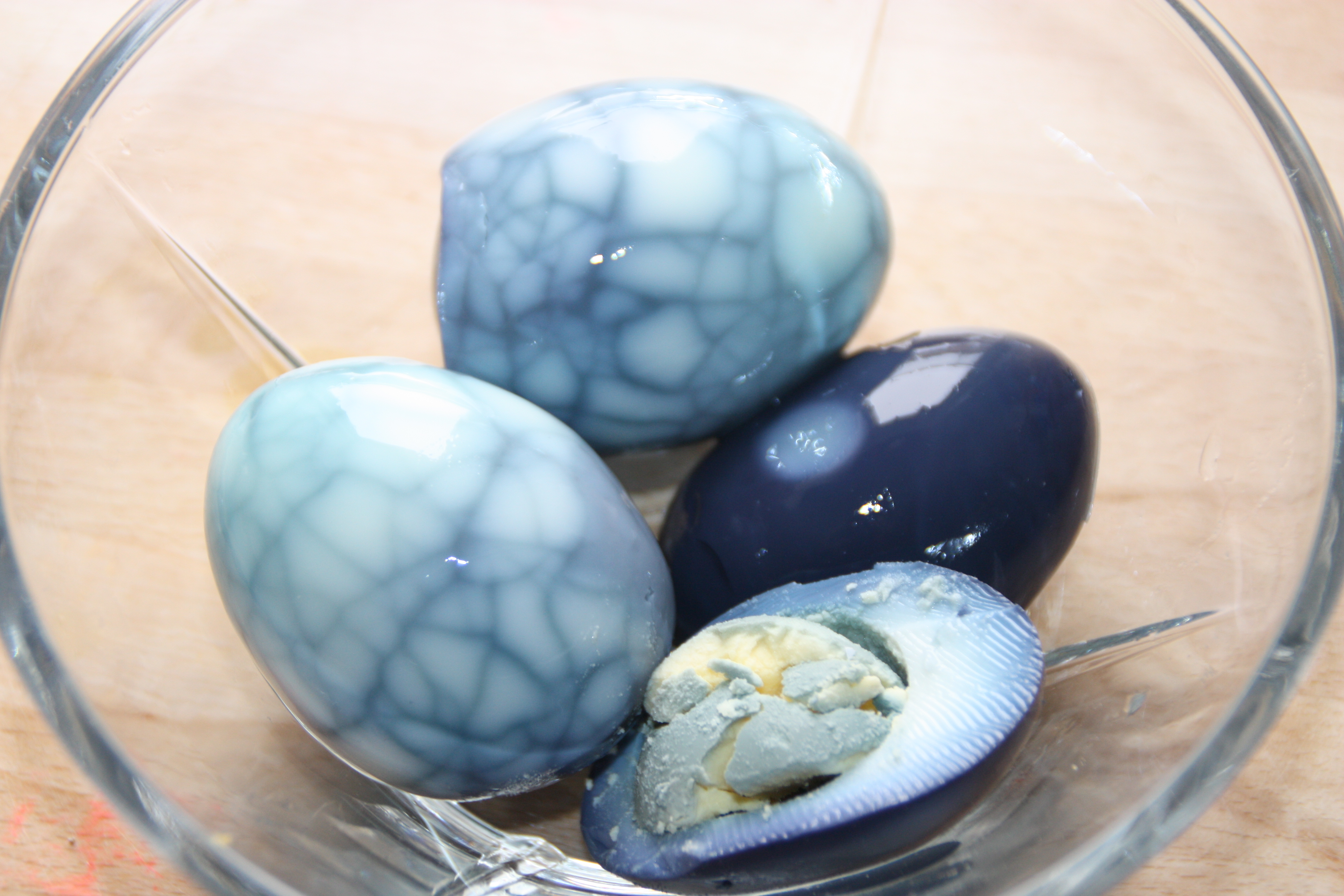
ترشی تخم‌مرغ، رنگی با کلم قرمز

ترشی تخم‌مرغ از خواباندن تخم‌مرغ آب‌پز در محلول آب نمک بسیار قوی بدست می‌آید. تخم‌ها توسط محلول نمک حفظ می‌شوند و بدون خنک شدن مدتی پایدار می‌شوند. ترشی تخم‌مرغ یک غذای سنتی در مناطق زیادی در آلمان هستند و بخشی از پیشنهاد استاندارد هونگاتورم برای میخانه‌های متعددی هستند.

## فرایند ساخت
برای تهیه ترشی تخم مرغ از آب نمک، ابتدا تخم‌مرغ‌های زیاد جوشانده‌شده را می‌کوبند، به طوری که پوسته آنها بدون پاره شدن شکسته می‌شود و در یک لیوان بزرگ و قابل آب‌بندی قرار می‌گیرد. سپس محلول قوی و آب جوشانده آب و نمک، بسته به دستورالعمل نیز به چاشنی افزوده می‌شود برای مثال: دانه‌های خاردار، فلفل دلمه‌ای، آلو، انواع توت‌ها، برگ‌های خلیج، میخک، پیاز و پوست پیاز، روی تخم‌ها بصورت داغ ریخته می‌شود تا کاملاً پوشانده شود. محلول باید آنقدر نمکدار باشد که تخم‌مرغ‌ها شناور شوند (تقریباً ۶۰ گرم نمک در هر لیتر آب). پیش از صرف ترشی تخم‌مرغ باید یک روز تا یک هفته پیش از مصرف از آب نمک خارج شود. پوسته‌های پیاز و دیگر مواد تشکیل دهنده رنگ قهوه‌ای را روی تخم‌مرغ‌ها در امتداد نقاط شکسته پوسته تخم‌مرغ شکل می‌دهند.
ترشی تخم‌مرغ معمولاً به عنوان میان‌وعده به صورت زیر خورده می‌شوند: تخم مرغ را پوست کنده و به طول نصف برش می‌دهند، زرده را بیرون می‌آورند، مقداری روغن، سرکه و فلفل به فضای خالی‌شدهٔ زرده اضافه می‌شود و زرده دوباره بر روی آن قرار می‌گیرد، کمی خردل اضافه می‌شود و نصف تخم مرغ را می‌خورند.

## نگهداری
دیدگاه‌های مختلفی در مورد نگهداری ترشی تخم‌مرغ وجود دارد. پس از گذشت حدود چهار هفته از نگهداری در آب نمک، زرده تخم مرغ شروع به سبز شدن می‌کند تا رنگ آن مایل به آبی شود و بویی کمی گوگرد مانند ایجاد می‌شود. اصولاً ترشی تخم‌مرغ پس از گذشت چند ماه هنوز قابل خوردن هستند.

## منشأ
چندین نظریه در مورد شکل‌گیری ترشی تخم‌مرغ وجود دارد:

### ماندگاری در زمستان
همان‌طور که مشخص است مرغ‌ها در زمستان تخم مرغ‌های کمتری می‌گذارند، بخشی از تخم‌هایی که در بهار، تابستان یا پاییز گذاشته می‌شوند، در آب نمک قرار داده می‌شده‌اند تا بتوانند تا ماه‌های زمستان حفظ و مصرف شوند.

### ارتباط با روزه
در طول روزه‌داری پیش از عید پاک (وقتی مرغ‌ها به درستی در حال تخم‌گذاری بودند)، تخم‌مرغ به وفور یافت می‌شده‌است. آنها را در آب نمک نگه داشته و نگهداری می‌کردند تا در پایان عید آنها را بخورند.